# Меня зовут Никто
«Меня зовут Никто» (итал. Il mio nome è Nessuno) — комедийный спагетти-вестерн.

## Сюжет
Джек Борегар, старый и опытный стрелок с большой славой, хочет уехать в Европу и найти там покой. В это же время молодой стрелок, зовущий себя Никто и практически боготворящий Борегара, выступает против его поездки. Желая обеспечить своему кумиру вечную славу бойца и стрелка, он подстраивает выход на Борегара Дикой банды, состоящей из 150 человек.

## В ролях
- Теренс Хилл — Никто
- Генри Фонда — Джек Борегар
- Жан Мартен — Салливан
- Армстронг Р. Г. — Джон
- Карл Браун — Джим
- Александр Аллерсон — Рекс
- Лео Гордон — Ред

## Награды
| Год  | Премия        | Имя                 | Результат |
| ---- | ------------- | ------------------- | --------- |
| 1974 | Golden Screen | Tobis (distributor) | Победа    |